# استان ایرکوتسک

استان ایرکوتسک در نقشهٔ روسیه.

استان ایرکوتسک (به روسی: Иркутская область - تلفظ: ایرکوتسکایا اُبلاست) یکی از واحدهای فدرالی کشور روسیه است.

## جغرافیا
مرکز این استان شهر ایرکوتسک است.
این استان در جنوب شرقی سیبری و در حوضه آبریز رودهای آنگارا، لنا و نیژنیایا تونگوسکا قرار گرفته‌است.